# Gamsberg
Gamsberg – szczyt w Prealpach Szwajcarskich, części Alp Zachodnich. Leży w Szwajcarii w kantonie St. Gallen. Można go zdobyć ze schroniska Ingarnascht (1439 m).